# Шмалькальденский союз

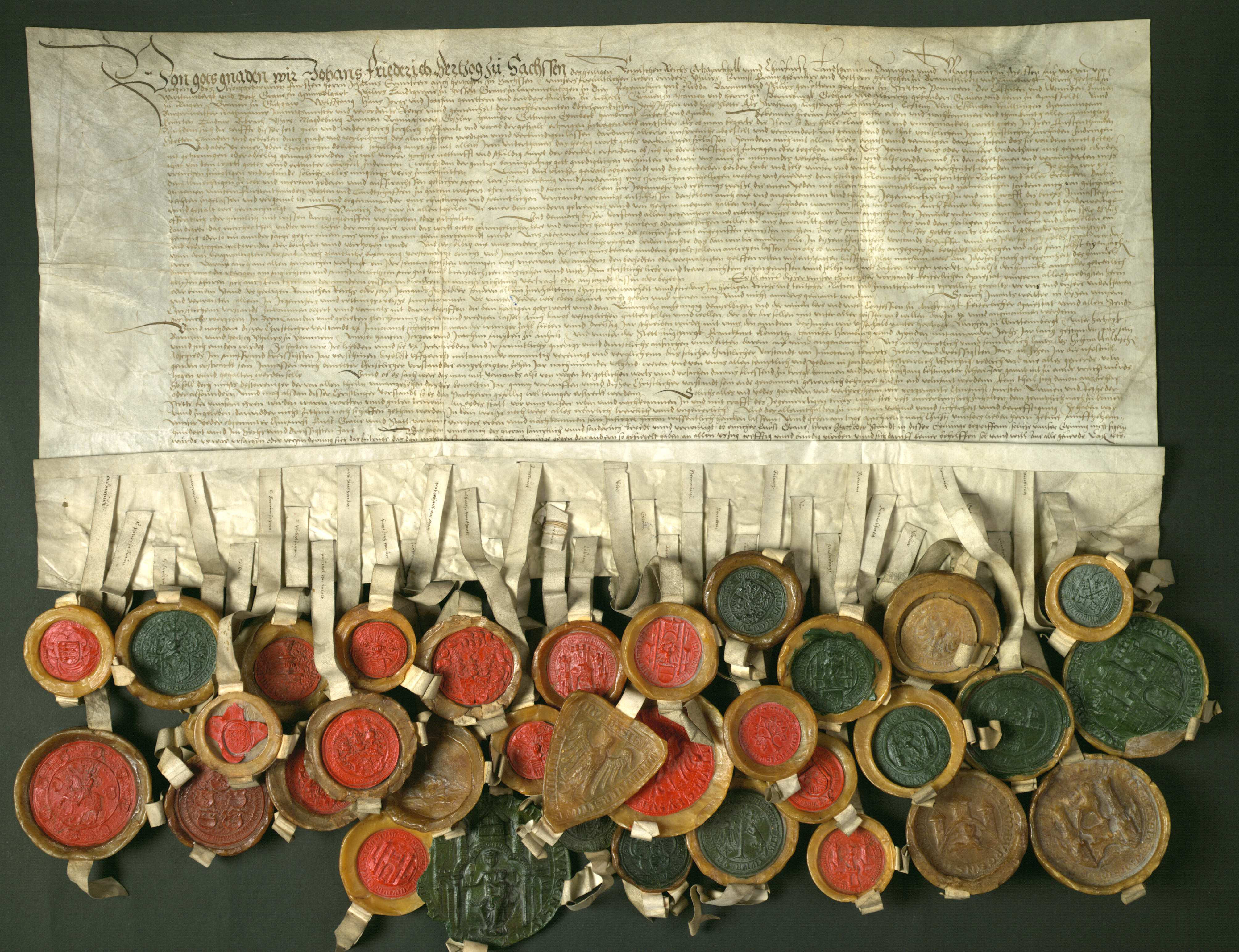
Союзный договор, продлённый участниками Шмалькальденской лиги в 1536 году.

Шмалька́льденский сою́з (нем. Schmalkaldischer Bund), также Шмалька́льденская ли́га, — оборонительный союз, заключённый германскими протестантскими князьями во главе с Саксонией и Гессеном и городами в гессенском Шмалькальдене, направленный против религиозной политики императора Карла V, поддерживавшего римского папу и католичество.
Члены Шмалькальденского конвента (собрания) дали согласие на создание оборонительного союза 31 декабря 1530 года и подписали официальный договор 27 февраля 1531 года. В дальнейшем Шмалькальденский союз последовательно наращивал свои силы, принимая новых членов. Однако усиливавшиеся с 1542 года внутренние противоречия союза (лиги) значительно подорвали его оборонительные возможности. Шмалькальденская война 1546—1547 годов закончилась победой германо-римского императора и разгоном союза в 1547 году.

## Предыстория
После того, как в 1530 году Карл V на рейхстаге в Аугсбурге отклонил Аугбургское исповедание, не подчинившимся германо-римскому императору лютеранским имперским сословиям угрожала имперская экзекуция за попытку нарушения Земского мира. Ещё в сентябре 1530 года раздавались голоса, призывавшие к объединению протестантских князей и имперских городов.
Такое объединение по своей сути было направлено против императора Священной Римской империи, поэтому с новой силой разгорелись споры о праве на активное сопротивление главе империи. Заключения императорских теологов и юристов основывались на том, что германо-римский император является главой всей светской власти и таким образом все князья должны безусловно ему подчиняться; тот, кто противится ему, противится установленному Богом порядку.
Сложившаяся на рейхстаге ситуация требовала скорейшего разрешения. Мартин Лютер и его единомышленники на переговорах в Торгау в конце октября 1530 года поддержали доводы тех юристов, согласно которым в случае нарушения германо-римским императором положений конституции возникает право на вооружённое ему сопротивление.

## Возникновение союза

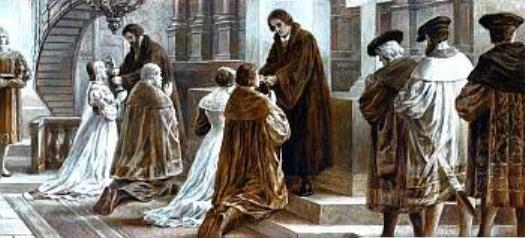
Князья Шмалькальденский союза получают причастие в обеих формах. Картина Херманна Вислиценуса (1880 год).

22 декабря 1530 года курфюрст Саксонии Иоганн Твёрдый собрал в Шмалькальдене представителей протестантских городов и земель для того, чтобы обсудить намерение Карла V избрать своего брата, Фердинанда, королём римлян и предстоящие процессы в камеральном суде против лютеранских князей и вольных городов. Это совещания в Шмалькальдене переросли в переговоры об объединении. 31 декабря участники переговоров договорились о взаимной поддержке друг друга в случае, если камеральный суд начнёт процесс против одного из них.
Официальное подписание договора состоялось 27 февраля 1531 года. Под ним поставили свои подписи ландграф Филипп I Гессенский «Великодушный», курфюрст Иоганн Саксонский, герцог Филипп Брауншвейг-Грубенхагенский, герцог Эрнст Брауншвейг-Люнебургский, князь Вольфганг Ангальт-Кётенский, граф Эрбахский, а также три нижненемецких и восемь верхненемецких городских советов вольных имперских городов.
Созданный в результате договора военный Шмалькальденский союз носил исключительно оборонительный характер, обязывавший его членов оказывать друг другу взаимопомощь в случае нападения католических сил других государств германо-римской империи. Однако это положение в союзном договоре было сформулировано недостаточно определённо: нападение «по религиозным мотивам». Изначально союзнические обязательства устанавливались сроком на 6 лет, однако уже в 1536 году договор был продлён на последующие 10 лет. Руководство союзом фактически было возложено на Саксонию и Гессен — ведущие протестантские княжества (государства) того времени.

## Рост влияния
Дальнейшее быстрое расширение Шмалькальденского союза было обусловлено прежде всего причинами внешнеполитического характера. 11 октября 1531 года в ходе Второй каппельской войны погиб швейцарский реформатор Ульрих Цвингли. Находившиеся под влиянием его учения южно-немецкие вольные имперские города в результате потеряли свои религиозные и политические ориентиры. Единственной возможностью противостоять католическому германо-римскому императору было присоединение к Шмалькальденскому союзу.
Император и его будущий преемник Фердинанд не имели в то время возможности бороться с союзом ни политическими, ни военными методами, поскольку все имеющиеся в их распоряжении силы были направлены на войну с турками (османами). Финансовая и военная помощь союза в войне с турками была получена ценой так называемого Нюрнбергского религиозного мира, подписанного 23 июля 1532 года. Он впервые предоставил различным вероисповеданиям (пусть и на короткое время) юридические и мирные гарантии в отношении конфессионного имущества.
В 1533 году союз принял «Конституцию неотложной помощи и обороны» и назначил руководителями союза и командующими союзных войск курфюрста Саксонии Иоганна Фридриха Саксонского и ландграфа Филиппа Гессенского.
Показателем силы союза явилось возвращение герцогу Ульриху Вюртембергскому в следующем году его герцогства. Он был выгнан из него в 1519 году за нападение на имперский город Ройтлинген и герцогство оставалось с тех пор под управлением Габсбургов. После победы с гессенской помощью в битве при Лойффене и возвращения герцогства, Ульрих немедленно ввёл лютеранство и присоединился к союзу. Возвращение его на престол обозначало значительное укрепление позиции протестантов на юго-западе империи. Одновременно сближение между теологическими позициями Лютера и Цвингли в вопросах причастия облегчило вступление в союз многим протестантским имперским городам.
В 1535 году с принятием «конституции сопротивления» союз значительно укрепил свой военный потенциал. В феврале 1537 года в Шмалькальдене был собран союзный съезд, на котором были выработаны так называемые артикулы (Шмалькальденские пункты). С 1536 года по 1542 год Шмалькальденский союз работал очень эффективно и находился в зените своего могущества. Наряду с оборонными вопросами союз формулировал также политические требования, такие как свободный выбор вероисповедания князьями и основание собственных церквей.
Кроме того, союз стал важным партнёром по ведению переговоров в империи и на европейской арене. Папа и император пытались устранить теологические разногласия между протестантами и католиками путём ведения переговоров по религиозным темам. В то же время другие западноевропейские державы (например, Франция) пытались привлечь союз в антигабсбургскую коалицию. Император Карл V был втянут в это время в войны в Италии.
Созданная в 1538 году как противовес Шмалькальденскому союзу Католическая лига (Священная лига католических князей Германии) оставалась невлиятельной и в 1545 году фактически распалась.

## Кризис союза
С 1540-х годов стало все сложнее преодолевать противоречия внутри союза. Прежде всего, план Иоганна Фридриха преобразовать создававшийся поначалу как чистый оборонительный союз в наступательный антигабсбургский союз встречал все большее сопротивление. Небольшие члены союза опасались, что это может стать началом длительного раскола германо-римской империи.
Также члены союза так и не смогли преодолеть различия между лютеранской и кальвинистской конфессиями внутри своих рядов, несмотря на их теологическую близость. Шмалькальденский союз создавался в первую очередь как лютеранский союз, в котором кальвинистские члены союза никогда не воспринимались как равноправные.
Союз был к тому же ослаблен скандальным двоежёнством одного из его лидеров — Филиппа Гессенского. Чтобы избежать наказания за двоежёнство, Филипп вынужден был пойти на уступки при заключении в 1541 году с императором Карлом V Регенсбугского договора, который предотвратил принятие Франции, Англии и герцогства Клевского в Шмалькальденский союз. Кроме того, таким своим поведением он приводил в замешательство многих членов союза, отличавшихся более высокими моральными принципами.
Решающий поворот наступил, когда оба предводителя союза летом 1542 года использовали его военный потенциал, чтобы изгнать герцога Генриха Брауншвейгского-Вольфенбюттельского из его владений. Герцог был верным сторонником партии императора и решительным противником реформации. Он владел одной из немногих католических областей в Северной Германии и был активным членом основанного в 1538 году католического княжеского союза — Лиги. Генрих уже долгое время угрожал захватить владения двух членов союза Гослар и Брауншвейг. Однако превентивный удар Шмалькальденского союза, приведший к изгнанию герцога, никоим образом не был подкреплён уставом союза. Поэтому многие члены союза говорили о противоречащем уставу союза поведении и были уверены, что эти действия рано или поздно вызовут ответные действия императора.
Также другие решения наталкивались на сопротивление внутри союза. Например, союз поддержал попытку превращения курфюршества Кёльнского в светское, протестантское герцогство. Это было прямым вызовом императору и католическим имперским сословиям, так как переход Кёльна в протестантство перераспределил бы отношения внутри курфюрстского совета в пользу протестантства. Многим членам союза такая политика открытой конфронтации казалась слишком рискованной.
Поэтому с 1542 года эффективная работа Шмалькальденского союза была парализована, и хотя он продолжал существовать формально, фактически же перестал действовать.

## Разгром союза

Тициан «Карл V в битве при Мюльберге».

В 1546 году для императора Карла сложились благоприятные условия для разгрома Шмалькальденского союза: нейтралитет европейских государств был гарантирован. Особенно важным был тот факт, что Франция не представляла после мира в Крепи в 1544 году никакой опасности. После продолжительных переговоров между императором и папой Павлом III последний согласился финансировать войну против Шмалькальденского союза.
Кроме того, императору удалось вбить клин в единство протестантских князей. Герцог Мориц Саксонский, глава альбертинской линии саксонских герцогов, жил в постоянной вражде с двоюродным братом по эрнестинской линии — курфюрстом Иоганн Фридрихом Саксонским. В заключённом 14 октября 1546 года Пражском договоре Карлу V удалось привлечь на свою сторону Морица обещанием передать ему звание курфюрста. Карл V сумел также заручиться поддержкой части северогерманской знати, обещав им выгодные условия.
Формальной причиной для начала военных действий было приведением в исполнение имперской опалы в отношении Гессена и Саксонии. Она была наложена на обоих лидеров союза, так как они захватили (действие, вызвавшее много споров внутри союза) Брауншвейг-Вольфенбюттель. Этим легальным действием император надеялся привлечь на свою сторону других протестантских князей и вольные имперские города.
В 1546 году императорские войска в союзе с Баварией без особого сопротивления захватили почти все протестантские области в южной Германии. Герцог Мориц в то же самое время напал на Саксонию, отвлекая её войска от боевых действий на юге. Годом позже саксонцы были полностью разбиты в битве при Мюльберге.
Чтобы предотвратить грозящее наказание и защитить по крайней мере несколько областей в Тюрингии, Иоганн Фридрих подписал в Виттенберге капитуляцию. По ней титул саксонского курфюрста переходил к Морицу, который и был объявлен курфюрстом 4 июня 1547 года. Кроме того, большие части наследных владений эрнестинской линии (Виттенберг, Торгау, Айленбург и Гримма) перешли к альбертинской линии.
Ландграф Филипп Гессенской добровольно сдался в Галле императору, сделав победу Карла V полной. Оба бывших главы союза несколько лет держались под стражей в Нидерландах. Тем самым Шмалькальденский союз прекратил своё существование.

## Структура союза

Государства-основатели союза выделены светло-розовым, новые участники — розовым.

Шмалькальденский союз был основан в 1531 году как оборонительный союз протестантских князей и горсоветов вольных имперских городов от их религиозных противников — католиков. В акте о создании союза его участники обязывались оказывать всестороннюю поддержку друг другу в случае нападения на них на религиозной почве.
С 1535 года характер союза изменился. Было решено в случае нападения на союз выставить до 10 000 солдат и 2 000 рыцарей и выделять ежемесячно 70 000 гульденов на их содержание. Ландграф Филипп первый из Гессена и курфюрст Иоган Фридрих из Саксонии были названы руководителями союза и командующими войсками. Ведущие члены союза назначали военных советников, которые всячески помогали командующим.
Согласно договору князья и вольные имперские города брали на себя половину всех расходов. Эта сумма для каждого члена многократно изменялась из-за постоянного роста числа членов союза и в августе 1537 года была окончательно определена. При объявлении войны союз делился на два округа: саксонский, предоставлявший 50 925 гульденов, и верхнеземельный, который должен был предоставить 53 665 гульденов. Объём выплат каждого отдельного члена после многократно изменялся из-за постоянного принятия новых участников. Военная казна сначала насчитывала 140 000 гульденов, к 1538 году возросла до 430 000.
В основном собрание участников союза (так называемые бундестаги — дни союза) происходило каждые полгода. Члены союзы встречались и между собой для координации своих действий. Решения собраний фиксировались письменно в так называемых Решениях о завершении бундестага.
Секретарь Филиппа 1 из Гессена Себастьян Айтингер был личным секретарём союза. Он принимал участие в важнейших собраниях и вёл бо́льшую часть политических переговоров союза.
Немецкие государства и города, основавшие Шмалькальденский союз
|  | Княжества |  | Имперские города                                                 |
|  | --- |  | ---------------------------------------------------------------- |
|  | Ландграфство Гессен Курфюршество Саксония Герцогство Брауншвейг-Люнебург Графство Мансфельд Княжество Ангальт-Кётен Герцогство Брауншвейг-Грубенхаген Графство Эрбах |  | Страсбург Ульм Констанц Ройтлинген Мемминген Линдау Биберах Исни |
|  | |  |                                                                  |
|  | Нижнесаксонские города |  | Ганзейские города                                                |
|  | Магдебург |  | Бремен Любек (до 1536)                                           |

Немецкие государства и города, вступившие в Шмалькальденский союз
|  | Княжества |  | Имперские города |
|  | --- |  | --- |
|  | Княжество Ангальт-Дессау (1536) Княжество Ангальт-Цербст (1536) Герцогство Померания-Штеттин (1536) Герцогство Померания-Вольгаст (1536) Маркграфство Бранденбург-Кюстрин (1538) Герцогство Рохлиц (1538) Графство Нассау-Вейльбург (август 1537) Графство Шварцбург (1538) Графство Текленбург (1538) Герцогство Вюртемберг (1536) Герцогство Брауншвейг-Вольфенбюттель (1542) Герцогство Саксония (1537—1541) |  | Эслинген (1531/1532) Нордхаузен (1532) Франкфурт (1536) Аугсбург (1536) Кемптен (1536) Хайльбронн (июль 1538) Швебиш-Халль (1538) Динкельсбюль (1546) Бопфинген (сентябрь 1546) Равенсбург (1546) |
|  | |  | |
|  | Нижнесаксонские города |  | Ганзейские города |
|  | Айнбек (1531/1532) Гослар (1531/1532) Брауншвейг (1531/1532) Ганновер (1536) Гёттинген (май 1531) Хильдесхайм (январь 1543) Оснабрюк (1544) |  | Гамбург (1536) Минден (август 1536) |

## Значение
Подобные протестантские союзы начали появляться уже в конце 1520-х годов, например Торгайский союз (der Torgauer Bund) или Протестанты Шпайера (die Pritestation zu Speyer). Но новым был военный характер союза, он создавался для военного «отпугивания» агрессора.
В результате внешне- и внутриполитических факторов союзу удалось стать центром политического протестантизма в германо-римском союзе государств. Хотя не все протестантские районы присоединились к союзу, он был решающим фактором в 1536—1542 годах в тогдашних Германских землях, участвовал в переговорах с германо-римским императором и Папой римским. Поражение союза в войне 1546—1547 годов объясняется военным талантом Карла V и разобщённостью союзников в 1540-х годах.
Даже поражение в Шмалькальденской войне не означало исчезновение протестантизма в Германских землях — слишком сильно укоренился он в северных, восточных и южных немецких городах. Понимание того, что протестантизм нельзя искоренить ни политическими, ни военными методами, привело в конце концов к Аугсбургскому религиозному миру (Augsburger Religionsfriede).